# Oncocnemis terminalis
Oncocnemis terminalis är en fjärilsart som beskrevs av Smith 1888. Oncocnemis terminalis ingår i släktet Oncocnemis och familjen nattflyn. Inga underarter finns listade i Catalogue of Life.